# هگزان
هگزان (به انگلیسی: Hexane) مایعی بی رنگ با بوی ضعیف نفتی، نامحلول در آب، سمی و اشتعال پذیر می باشد که جز هیدروکربن های آلیفاتیک به شمار می رود. با توجه به پایداری بسیار بالا از نظر شیمیایی و عدم واکنش با مواد شیمیایی به عنوان حلال غیر قطبی استفاده می شود. به طور عمده از پالایش نفت خام به دست می آید.
هگزان یک ترکیب آلی از دسته آلکان‌ها با شش اتم کربن ( C6H14 ) است.
از هم‌خانواده‌های این ماده می‌توان به هپتان نیز اشاره کرد. نباید نرمال هگزان و سیکلو هگزان را با هم اشتباه گرفت.

## کاربردهای نرمال هگزان
هگزان به طور عمده برای استخراج روغن از دانه های گیاهی نظیر کنجد، بادام زمینی، سویا و پنیه استفاده می شود. این روغن ها اغلب در تولید روغن های خوراکی و به مقدار کم در تولید صابون به عنوان اسید چرب مورد استفاده قرار می گیرد.
هگزان به عنوان حلال واکنش دهنده ها به ویژه در واکنش های پلیمریزاسیون به کار می رود. هگزان از ترکیبات تشکیل دهنده بنزین و چسب های کفش و لاستیک می باشد و در آزمایشگاه برای استخراج نفت و آب از خاک به کار می رود. همچنین هگزان در تمیز کردن کفش و مبلمان، کروماتوگرافی گازی و نساجی به کار می رود.
هگزان به دلیل غیرقطبی بودن خود حلال ترکیبات غیرقطبی محسوب می‌شود در نتیجه می‌توان از آن برای تمیزکردن و گریس‌زدایی تجهیزات و موارد مشابه مانند استخراج آلودگی‌های حاصل از روغن و گریس از آب و خاک استفاده کرد. از این ماده در صنایع نساجی نیز استفاده می‌شود.

## پایش بخارات هگزان
با توجه به قابلیت اشتعال بالا و سمیت نسبی هگزان، به‌ویژه در فضاهای بسته و محیط‌های صنعتی که از این ماده به‌عنوان حلال یا ماده خام استفاده می‌شود، شناسایی و پایش غلظت بخارات هگزان اهمیت ویژه‌ای در زمینه ایمنی صنعتی دارد. دتکتور گاز هگزان (به انگلیسی: Hexane Gas Detector) ابزاری است که برای شناسایی بخارات این ماده در محیط کار طراحی شده و نقش حیاتی در پیشگیری از خطرات ناشی از انفجار، آتش‌سوزی و آسیب‌های سلامتی ایفا می‌کند.
بخار هگزان می‌تواند در غلظت‌های بین ۱.۱٪ تا ۷.۵٪ در هوا یک مخلوط قابل انفجار تشکیل دهد. همچنین مواجهه با غلظت‌های بالا از بخار این ماده ممکن است منجر به سردرد، سرگیجه، ضعف عضلانی و در درازمدت آسیب به سیستم عصبی محیطی شود. به همین دلیل در بسیاری از صنایع مانند استخراج روغن‌های گیاهی، پتروشیمی، رنگ‌سازی، نساجی، تولید لاستیک و صنایع چسب‌سازی استفاده از تجهیزات پایش گاز، از جمله دتکتورهای هگزان، توصیه شده است.
دتکتورهای هگزان معمولاً بر پایه فناوری‌های سنسور کاتالیتیک (Catalytic Bead) یا سنسور مادون قرمز غیرپخش (NDIR) ساخته می‌شوند. سنسورهای کاتالیتیک برای تشخیص گازهای قابل احتراق طراحی شده‌اند و با اکسیداسیون بخار هگزان در سطح حسگر و تولید حرارت، تغییرات مقاومت الکتریکی را اندازه‌گیری می‌کنند. در مقابل، سنسورهای NDIR با تحلیل میزان جذب نور مادون قرمز توسط مولکول‌های هگزان، امکان شناسایی بدون واکنش شیمیایی را فراهم می‌کنند و در برابر آلودگی سنسور مقاوم‌تر هستند.

## فرآیند روغن کشی با هگزان
در فرایند استخراج روغن‌های گیاهی با روش استخراج با حلال (به انگلیسی: Solvent Extraction) از نرمال هگزان به‌عنوان یک حلال غیرقطبی و بسیار مؤثر برای جداسازی روغن از دانه‌های روغنی مانند سویا، کلزا، کنجد و بادام‌زمینی استفاده می‌شود. با توجه به گران‌قیمت بودن هگزان و همچنین خطرات زیست‌محیطی و ایمنی ناشی از بخارات آن، کنترل دقیق میزان مصرف این حلال در فرایند استخراج، از اهمیت بالایی برخوردار است.
هنگام افزودن حلال به کنجاله، برای تشخیص دقیق مقادیر کوچک بخار هگزان در هوای محیط و همچنین پایش گاز هگزان از دتکتورهای VOC (به انگلیسی: Volatile Organic Compounds Detector) استفاده می‌شود. این دستگاه‌ها قادر به اندازه‌گیری لحظه‌ای و حساس غلظت بخارات آلی فرار، از جمله هگزان، حتی در مقادیر بسیار پایین (ppm) هستند. به‌کارگیری این سنسورها کمک می‌کند تا از اتلاف بی‌رویه حلال گران‌قیمت جلوگیری کرده و هم‌زمان هزینه‌های تولید را به شکل مؤثری کاهش دهند.
از سوی دیگر، پایش و کنترل میزان هگزان تزریقی به دانه‌های روغنی و نظارت بر مقدار بخارات فرار در هوا، کمک می‌کند تا از باقی‌ماندن مقادیر اضافی هگزان در روغن نهایی جلوگیری شود. باقی‌ماندن هگزان در روغن خوراکی می‌تواند سلامت مصرف‌کنندگان را تهدید کند و بر اساس استانداردهای بین‌المللی مانند Codex Alimentarius و FDA مقدار مجاز باقی‌مانده هگزان در روغن‌های خوراکی باید کمتر از ۱ میلی‌گرم بر کیلوگرم (1 ppm) باشد.
اگر فرآیند تزریق حلال به دانه‌ها به‌درستی کنترل نشود یا سیستم بازیافت بخارات کارایی نداشته باشد، خطر باقی‌ماندن هگزان در محصول نهایی افزایش می‌یابد. این وضعیت می‌تواند باعث بروز عوارضی مانند تحریک سیستم عصبی مرکزی، سرگیجه، سردرد، حالت تهوع و در موارد حاد آسیب عصبی محیطی (Peripheral Neuropathy) در مصرف‌کنندگان شود.
بنابراین، استفاده از دتکتور VOC علاوه بر بهینه‌سازی مصرف حلال و کاهش هزینه‌های اقتصادی، از منظر ایمنی غذایی و سلامت عمومی نیز یک اقدام ضروری در صنایع روغن‌کشی محسوب می‌شود.

## ایزومرها
| نام رایج            | نام آیوپاک      | فرمول شیمیایی       | فرمول ساختاری |
| ------------------- | --------------- | ------------------- | ------------- |
| نرمال هگزان n-هگزان | هگزان           | CH3(CH2)4CH3        |               |
| ایزوهگزان           | ۲-متیل‌پنتان     | (CH3)2CH(CH2)2CH3   |               |
|                     | ۳-متیل‌پنتان     | CH3CH2CH(CH3)CH2CH3 |               |
|                     | ۳٬۲-دی‌متیل‌بوتان | (CH3)2CHCH(CH3)2    |               |
| نئوهگزان            | ۲٬۲-دی‌متیل‌بوتان | (CH3)3CCH2CH3       |               |